# Saint-Jeure-d'Andaure
Saint-Jeure-d'Andaure es una comuna francesa situada en el departamento de Ardèche, en la región de Auvernia-Ródano-Alpes.

## Demografía
| 287 | 234 | 176 | 143 | 94 | 96 | 95 |
| Para los censos de 1962 a 1999 la población legal corresponde a la población sin duplicidades (Fuente: INSEE [Consultar]) |     |     |     |    |    |    |